# Jim Thorpe
James Francis »Jim« Thorpe (Wa-Tho-Huk), ameriški atlet, igralec ameriškega nogometa, bejzbolist in košarkar, * 28. maj 1888, Prague, Oklahoma, ZDA, † 28. marec 1953, Lomita, Kalifornija, ZDA.
Thorpe je nastopil na Poletnih olimpijskih igrah 1912 v Stockholmu, kjer je osvojil naslov olimpijskega prvaka v peteroboju in deseteroboju. Olimpijski medalji sta mu bili odvzeti, ko je bilo ugotovljeno, da je bil pred tem profesionalno igral bejzbol. Leta 1983, trideset let po smrti, mu je Mednarodni olimpijski komite naslova olimpijskega prvaka ponovno priznal. Med letoma 1915 in 1928 je bil profesionalni igralec ameriškega nogometa, občasno je bil hkrati tudi trener.  